# Gobernación de Elizavétpol
La gobernación de Elizavétpol (Елизаветпольская губерния) era una de las gubernias en las que se dividía el Imperio ruso, con capital en Elizavétpol (nombre oficial de Ganja entre 1805 y 1918). Tenía una extensión de 44.136 km² y 878.415 habitantes en el censo de 1897.

## Historia
La gobernación de Elizavétpol se establece en 1868, y se forma de partes de la gobernación de Bakú y de la gobernación de Tiflis. Esto abarca los territorios de los antiguos Kanato de Ganja, Kanato de Shaki y Kanato de Karabaj.
Después de la proclamación de la República Democrática de Azerbaiyán en 1918, la gobernación de Elizavétpol fue renombrada como gobernación de Ganja. En la zona al sur de la cordillera Murov se crea la gobernación de Karabaj. El sistema de gobernaciones es abolido a principios de la década de 1920.
Hoy en día, el territorio de la antigua gobernación de Elizavétpol corresponde a la parte occidental de Azerbaiyán y áreas adyacentes a Armenia.

## División administrativa

Uyezds de la gobernación de Elizavétpol.

La gobernación de Elizavétpol tenía originalmente en 1868 ocho Uyezds:
1. Uyezd de Aresh (Арешский уезд) – Capital Agdash (Агдаш)
2. Uyezd de Dzhevanshir (Джеванширский уезд) – capital Tartar (Тертер)
3. Uyezd de Elizavétpol (Елизаветпольский уезд) – capital Elizavétpol (Елизаветполь)
4. Uyezd de Zangezur (Зангезурский уезд) – capital Goris (Герюсы)
5. Uyezd de Kazaj (Казахский уезд) – capital Qazaj (Казах)
6. Uyezd de Kariagino (Карягинский уезд) – capital Fuzuli (Карягино)
7. Uyezd de Nuja (Нухинский уезд) – capital Shaki (Нуха)
8. Uyezd de Shusha (.Шушинский уезд) – capital Shusha (Шуша)

## Demografía
Se estima que en 1886 728 943 personas vivían en tres ciudades (Elizavétpol, Shaki y shusha) y en 1521 pueblos.
Tiene una población rural del 86 % del total, de los cuales 50% trabaja como jornalero, 35% alquiladas y el 1% en propiedad. El 10% de la población lo constituyen los comerciantes y clases medias.

### Distribución por Nacionalidades
De acuerdo con el censo de 1897 de una población total de 878 415 personas, repartidos en 480,012 hombres y 398,403 mujeres, por nacionalidades se distribuyem de la siguiente manera:
| Rusos, Ucranianos y Bielorrusos | Alemanes   | judíos   | georgianos | armenios     | Tatos     | Kurdos     | Kiurinos    | Udinos    | Tártaros (Azeríes) | otros |
| ------------------------------- | ---------- | -------- | ---------- | ------------ | --------- | ---------- | ----------- | --------- | ------------------ | ----- |
| 17.875 hab.                     | 3.194 hab. | 185 hab. | 1.239 hab. | 292.188 hab. | 1.753 hab | 3.042 hab. | 14.503 hab. | 7040 hab. | 534.086 hab.       |       |
|                                 |            |          |            | 33.3%        |           |            | .           |           | 60.8%              |       |

### Distribución religiosa
De acuerdo con las estadístícas de 1886, la distribución religiosa es:
| Cristianos ortodoxos | "sectarios" (сектанты) | Gregorianos armenios | Luteranos | Musulmanes Sunitas | Musulmanes Chiitas | Judíos | Ali-Allaj |
| -------------------- | ---------------------- | -------------------- | --------- | ------------------ | ------------------ | ------ | --------- |
| 0.21%.               | 1%                     | 36,33%               | 0,26 %    | 25,20 %            | 36,28 %            | 0,24 % | 0,42 %    |

### Evolución de la población entre 1872 y 1915 de la gobernación de Elizavétpol[4]
| 1872-1874  | 1883-1884  | 1894       | 1897       | 1915        | verstas2  |
| ---------- | ---------- | ---------- | ---------- | ----------- | --------- |
| 593.8 hab. | 621.3 hab. | 856.7 hab. | 878.4 hab. | 1243.5 hab. | 38.9 Vst2 |

## Gobernadores conocidos[5]
En el año 1868 se crea la Gubérniya de Elizavétpol con territorios del uyezd de Bakú y de la gobernación de Tiflis.
- Fokión Bulatov (Фокион Евстафьевич Булатов) de 1868 a 1876
- Aleksander Nakashidze (Александр Давыдович Накашидзе) de 16.02.1880 al 20.05.1897
- Iván Kireev (Иван Петрович Киреев) de 20.05.1897 al 5.07.1900
- Nikolay Lutsau (Николай Александрович Лутцау) de 12.07.1900 a 1905
- Egor Baranovsky (Егор Иванович Барановский) en 1905 como representante del gobernador.
- Aleksander Kalachev (Александр Александрович Калачев) desde 20.08.1905 a 1907
- Samlakov (Самкалов) entre 1907 y 1908
- Georgi Kovalev (Георгий Самойлович Ковале) desde 1908 a 1916 como representante del gobernador
- Mijaíl Poyarkov (Михаил Петрович Поярков) desde 1916 a 1917

El 10 de marzo de 1917 se forma el Comité Ejecutivo de las Organizaciones Sociales (Исполнительный комитет общественных организаций)
EN 1918 se renombra como gobernación de Ganja, digida por el "Comisario de la Gobernación " (губернский комиссар)